# Zygmunt Sztaba
Zygmunt Sztaba (ur. 1918, zm. 1984) – polski pisarz, dziennikarz „Słowa Powszechnego”, autor powieści kryminalnych i tekstów popularnych piosenek m.in. „Kuba wyspa jak wulkan gorąca”.

## Publikacje
- Eryk Müller poszukuje siostry (1945)
- Giełda przestaje notować (1946)
- Bajki dla dzieci (1947)
- Dymy nad dżunglą (1955)
- Maminsynek (1955)
- Sprawa Konrada Piecucha (1956)
- Różowa koperta (1956)
- Muszka w białe grochy (1957)
- Co czwartek ginie człowiek (1958, później wznowienia, np. Wydawnictwo Pojezierze, Olsztyn 1986, 254 ss. ISBN 83-7002-223-5)
- Puszka błękitnej emalii (1959)
- Ranek Salomona (1959)
- Epitafia (1960)
- Koniec Franka Grochali (1961)
- Mordercy przyszli nocą (1964)
- Śmierć lichwiarza (1970)
- To nie było samobójstwo (1971)
- Zwracam panu twarz (1975)
- Nie pij dżinu bosmanie (1976)
- Lew majora Erazma (1978)
- Nas troje i reszta (1982)
- Milion za milion (1985)